# Liste der Kulturdenkmäler in Modautal
Die folgende Liste enthält die in der Denkmaltopographie ausgewiesenen Kulturdenkmäler auf dem Gebiet  der Gemeinde Modautal, Landkreis Darmstadt-Dieburg, Hessen.
Hinweis: Die Reihenfolge der Denkmäler in dieser Liste orientiert sich zunächst an Ortsteilen und anschließend der Anschrift, alternativ ist sie auch nach der Bezeichnung oder der Bauzeit sortierbar.
Kulturdenkmäler werden fortlaufend im Denkmalverzeichnis des Landes Hessen durch das Landesamt für Denkmalpflege Hessen auf Basis des Hessischen Denkmalschutzgesetzes (HDSchG) geführt. Die Schutzwürdigkeit eines Kulturdenkmals hängt nicht von der Eintragung in das Denkmalverzeichnis des Landes Hessen oder der Veröffentlichung in der Denkmaltopographie ab.

Das Vorhandensein oder Fehlen eines Objekts in dieser Liste ist keine rechtsverbindliche Auskunft darüber, ob es Kulturdenkmal ist oder nicht: Diese Liste entspricht möglicherweise nicht dem aktuellen Stand der offiziellen Denkmaltopographie. Diese ist für Hessen in den entsprechenden Bänden der Denkmaltopographie Bundesrepublik Deutschland und im Internet unter DenkXweb – Kulturdenkmäler in Hessen einsehbar. Auch diese Quellen sind, obwohl sie durch das Landesamt für Denkmalpflege Hessen aktualisiert werden, nicht immer aktuell, da es im Denkmalbestand immer wieder Änderungen gibt.
Eine verbindliche Auskunft erteilt allein das Landesamt für Denkmalpflege Hessen.
Nutze diese Kartenansicht, um Koordinaten in der Liste zu setzen. In dieser Kartenansicht sind Kulturdenkmale ohne Koordinaten mit einem roten bzw. orangen Marker dargestellt und können in der Karte gesetzt werden. Kulturdenkmale ohne Bild sind mit einem blauen bzw. roten Marker gekennzeichnet, Kulturdenkmale mit Bild mit einem grünen bzw. orangen Marker.

## Kulturdenkmäler nach Ortsteilen

### Allertshofen
| Bild                              | Bezeichnung                        | Lage                                                        | Beschreibung | Bauzeit | Objekt-Nr. |
| --------------------------------- | ---------------------------------- | ----------------------------------------------------------- | ------------ | ------- | ---------- |
|                                   |                                    | Allershofen, Alt-Allershofen 10 LageFlur: 1, Flurstück: 61  |              |         |            |
| Hofanlage, Wohnhaus               | Hofanlage, Wohnhaus                | Allershofen, Alt-Allershofen 35 LageFlur: 1, Flurstück: 6/1 |              |         |            |
| Bild gesucht BW                   | Hofanlage, nördliches Nebengebäude | Allershofen, Alt-Allershofen 35 LageFlur: 1, Flurstück: 6/1 |              |         |            |
| Hofanlage, östliches Nebengebäude | Hofanlage, östliches Nebengebäude  | Allershofen, Alt-Allershofen 35 LageFlur: 1, Flurstück: 6/2 |              |         |            |
| Wohnhaus                          | Wohnhaus                           | Allershofen, Alt-Allershofen 37 LageFlur: 1, Flurstück: 5/2 |              |         |            |

### Asbach
| Bild               | Bezeichnung         | Lage                                                                                   | Beschreibung | Bauzeit | Objekt-Nr. |
| ------------------ | ------------------- | -------------------------------------------------------------------------------------- | --- | ------- | ---------- |
| Bild gesucht BW    | Gesamtanlage Asbach | Asbach, Ernsthofener Straße 2, 4, 6, 12–20, 3, 17; Rodauer Straße 3; Sandstraße 1 Lage | |         |            |
| Hofanlage,Wohnhaus | Hofanlage,Wohnhaus  | Asbach, Ernsthofener Straße 2 LageFlur: 1, Flurstück: 146                              | Eine historische Hofreite, bestehend aus einem Wohnhaus, einem Hoftor, sowie einem nördlichen, östlichen, südlichen und westlichen Nebengebäude |         |            |
| Wohnhaus           | Wohnhaus            | Asbach, Ernsthofener Straße 3 LageFlur: 1, Flurstück: 52                               | |         |            |
| Wohnhaus           | Wohnhaus            | Asbach, Rodauer Straße 3 LageFlur: 1, Flurstück: 144                                   | |         |            |
| Schulhaus          | Schulhaus           | Asbach, Schulstraße 6 LageFlur: 1, Flurstück: 50/3                                     | |         |            |

### Brandau
| Bild                  | Bezeichnung                      | Lage | Beschreibung | Bauzeit | Objekt-Nr. |
| --------------------- | -------------------------------- | --- | --- | ------- | ---------- |
| Bild gesucht BW       | Gesamtanlage Brandau             | Brandau, Bachring 1, 3; Gadernheimer Straße 1–5; Lützelbacher Straße 1; Odenwaldstraße 21–25, 39, 41, 28–38; Römerberg 5 Lage | |         |            |
| Bild gesucht BW       | Gesamtanlage Lützelbacher Straße | Brandau, Lützelbacher Straße 13, 15, 25, 27, 31, 32; Pommernstraße 3 Lage                                                     | |         |            |
| Bild gesucht BW       | Neumühle                         | Brandau, Am Mühlrad 11 LageFlur: 1, Flurstück: 180                                                                            | |         |            |
| Wohnhaus              | Wohnhaus                         | Brandau, Bachring 5 LageFlur: 2, Flurstück: 127/1                                                                             | |         |            |
| Laufbrunnen           | Laufbrunnen                      | Brandau, Friedhofstraße 1 LageFlur: 2, Flurstück: 42/2                                                                        | |         |            |
| weitere Bilder        | Altes Rathaus                    | Brandau, Lützelbacher Straße 1 LageFlur: 1, Flurstück: 135                                                                    | |         |            |
| Scheunenanlage        | Scheunenanlage                   | Brandau, Lützelbacher Straße 31 LageFlur: 1, Flurstück: 155/2                                                                 | |         |            |
| Neues Rathaus         | Neues Rathaus                    | Brandau, Odenwaldstraße 34 LageFlur: 2, Flurstück: 103                                                                        | |         |            |
| Wohnhaus              | Wohnhaus                         | Brandau, Odenwaldstraße 50 LageFlur: 2, Flurstück: 20/1                                                                       | |         |            |
| Bild gesucht BW       | Nebengebäude                     | Brandau, Odenwaldstraße 50 LageFlur: 2, Flurstück: 20/1                                                                       | |         |            |
| Nebengebäude          | Nebengebäude                     | Brandau, Odenwaldstraße 50 LageFlur: 2, Flurstück: 20/1                                                                       | |         |            |
| Neues Brandauer Kreuz | Steinkreuz                       | Brandau, außerhalb der Ortslage LageFlur: 8, Flurstück: 4                                                                     | Das Brandauer Kreuz steht an der westlichen Gemarkungsgrenze von Brandau. Es ist ein 2017 errichtetes neues Steinkreuz. Vorher stand hier das etwa 800 Jahre alte, originale Brandauer Kreuz, das sich heute im Brandauer Rathaus befindet. |         |            |

### Ernsthofen
| Bild                                     | Bezeichnung                              | Lage                                                                          | Beschreibung | Bauzeit | Objekt-Nr. |
| ---------------------------------------- | ---------------------------------------- | ----------------------------------------------------------------------------- | ------------ | ------- | ---------- |
| Direkt Bild zu diesem Denkmal hochladen  | Gesamtanlage Ernsthofen                  | Ernsthofen                                                                    |              |         |            |
| Direkt Bild zu diesem Denkmal hochladen  |                                          | Ernsthofen, Gesamtanlage Schloss Ernsthofen                                   |              |         |            |
| Kilometerstein                           | Kilometerstein                           | Ernsthofen, Darmstädter Straße LageFlur: 1, Flurstück: 102/2                  |              |         |            |
| Ehemalige Schule                         | Ehemalige Schule                         | Ernsthofen, Darmstädter Straße 22 LageFlur: 1, Flurstück: 144                 |              |         |            |
|                                          |                                          | Ernsthofen, Darmstädter Straße 26 LageFlur: 1, Flurstück: 146                 |              |         |            |
| weitere Bilder                           | Evangelische Kirche                      | Ernsthofen, Kirchweg 7 LageFlur: 1, Flurstück: 81/1                           |              |         |            |
| Wohnhaus                                 | Wohnhaus                                 | Ernsthofen, Schloßstraße 5 LageFlur: 1, Flurstück: 82/1                       |              |         |            |
| Sachteil Hoftor                          | Sachteil Hoftor                          | Ernsthofen, Schloßstraße 11 LageFlur: 1, Flurstück: 4                         |              |         |            |
| Wohnhaus                                 | Wohnhaus                                 | Ernsthofen, Schloßstraße 13 LageFlur: 1, Flurstück: 2                         |              |         |            |
| Wohnhaus des Verwalterhofs des Schlosses | Wohnhaus des Verwalterhofs des Schlosses | Ernsthofen, Schloßstraße 17 LageFlur: 1, Flurstück: 3/2                       |              |         |            |
| Bild gesucht BW                          | Schloss, Herrenhaus                      | Ernsthofen, Schloßstraße 19 LageFlur: 2, Flurstück: 46                        |              |         |            |
| Bild gesucht BW                          | Schloss, Burgfried                       | Ernsthofen, Schloßstraße 19 LageFlur: 2, Flurstück: 46                        |              |         |            |
| Schloss, Schloßtor                       | Schloss, Schloßtor                       | Ernsthofen, Schloßstraße 19 LageFlur: 2, Flurstück: 46                        |              |         |            |
| Bild gesucht BW                          | Schloss, südöstlicher Rundturm           | Ernsthofen, Schloßstraße 19 LageFlur: 2, Flurstück: 46                        |              |         |            |
| Bild gesucht BW                          | Schloss, südwestlicher Rundturm          | Ernsthofen, Schloßstraße 19 LageFlur: 2, Flurstück: 46                        |              |         |            |
| Bild gesucht BW                          | Schloss, Vorhof, Wirtschaftsgebäude      | Ernsthofen, Schloßstraße 19 LageFlur: 2, Flurstück: 46                        |              |         |            |
| Laufbrunnen                              | Laufbrunnen                              | Ernsthofen, Schloßstraße/Ecke Darmstädter Straße LageFlur: 1, Flurstück: 81/1 |              |         |            |

### Herchenrode
| Bild                                  | Bezeichnung | Lage                                   | Beschreibung | Bauzeit | Objekt-Nr. |
| ------------------------------------- | ----------- | -------------------------------------- | ------------ | ------- | ---------- |
| Herchenrode 15, Teil der Gesamtanlage |             | Herchrode, Gesamtanlage Herchrode Lage |              |         |            |

### Hoxhohl
| Bild                                    | Bezeichnung | Lage                                                 | Beschreibung | Bauzeit | Objekt-Nr. |
| --------------------------------------- | ----------- | ---------------------------------------------------- | ------------ | ------- | ---------- |
| Direkt Bild zu diesem Denkmal hochladen |             | Hoxhohl, Gesamtanlage Hoxhohl                        |              |         |            |
|                                         |             | Hoxhohl, Alt-Hoxhohl 14 LageFlur: 1, Flurstück: 35/9 |              |         |            |
| Wohnhaus                                | Wohnhaus    | Hoxhohl, Alt-Hoxhohl 35 LageFlur: 1, Flurstück: 88   |              |         |            |
| Wohnhaus                                | Wohnhaus    | Hoxhohl, Alt-Hoxhohl 36 LageFlur: 1, Flurstück: 74/4 |              |         |            |
| Wohnhaus                                | Wohnhaus    | Hoxhohl, Wassergasse 2 LageFlur: 1, Flurstück: 75/3  |              |         |            |
| Wohnhaus                                | Wohnhaus    | Hoxhohl, Wassergasse 6 LageFlur: 1, Flurstück: 20    |              |         |            |

### Klein-Bieberau
| Bild                                    | Bezeichnung | Lage                                                               | Beschreibung | Bauzeit | Objekt-Nr. |
| --------------------------------------- | ----------- | ------------------------------------------------------------------ | ------------ | ------- | ---------- |
| Direkt Bild zu diesem Denkmal hochladen |             | Klein-Bieberau, Gesamtanlage Klein-Bieberau                        |              |         |            |
| Wohnhaus                                | Wohnhaus    | Klein-Bieberau, Bieberauer Straße 1 LageFlur: 1, Flurstück: 62/1   |              |         |            |
| Wohnhaus                                | Wohnhaus    | Klein-Bieberau, Bieberauer Straße 7 LageFlur: 1, Flurstück: 59/5   |              |         |            |
| Wohnhaus                                | Wohnhaus    | Klein-Bieberau, Bieberauer Straße 10 LageFlur: 1, Flurstück: 118/2 |              |         |            |
| Wohnhaus                                | Wohnhaus    | Klein-Bieberau, Waldstraße 4 LageFlur: 1, Flurstück: 28            |              |         |            |

### Lützelbach
| Bild             | Bezeichnung                                      | Lage                                                         | Beschreibung | Bauzeit | Objekt-Nr. |
| ---------------- | ------------------------------------------------ | ------------------------------------------------------------ | ------------ | ------- | ---------- |
| Bild gesucht BW  | Gesamtanlage Lützelbach                          | Lützelbach, Lichtenberger Weg 12; Obergasse 10, 14 Lage      |              |         |            |
| Bild gesucht BW  | Gesamtanlage Brandauer Straße–Zum Eichenwäldchen | Lützelbach, Am Bärling 3, 5; Brandauer Straße 5, 8, 10 Lage  |              |         |            |
| Gasthaus         | Gasthaus                                         | Lützelbach, Brandauer Straße 3 LageFlur: 1, Flurstück: 112   |              |         |            |
| Wohnhaus         | Wohnhaus                                         | Lützelbach, Brandauer Straße 5 LageFlur: 1, Flurstück: 121/7 |              |         |            |
| Wohnhaus         | Wohnhaus                                         | Lützelbach, Brunnengasse 14 LageFlur: 1, Flurstück: 105      |              |         |            |
| Wohnhaus         | Wohnhaus                                         | Lützelbach, Brunnengasse 18 LageFlur: 1, Flurstück: 104/2    |              |         |            |
| Feuerwehrhaus    | Feuerwehrhaus                                    | Lützelbach, Brunnengasse 19 LageFlur: 1, Flurstück: 84       |              |         |            |
| Wohnhaus         | Wohnhaus                                         | Lützelbach, Brunnengasse 22 LageFlur: 1, Flurstück: 103/3    |              |         |            |
| Ehemalige Schule | Ehemalige Schule                                 | Lützelbach, Lichtenberger Weg 6 LageFlur: 1, Flurstück: 6    |              |         |            |
| Spritzenhaus     | Spritzenhaus                                     | Lützelbach, Lichtenberger Weg 6 LageFlur: 1, Flurstück: 6    |              |         |            |
| Einfriedung      | Einfriedung                                      | Lützelbach, Lichtenberger Weg 6 LageFlur: 1, Flurstück: 6    |              |         |            |
| Nebengebäude     | Nebengebäude                                     | Lützelbach, Lichtenberger Weg 6 LageFlur: 1, Flurstück: 6    |              |         |            |
| Bild gesucht BW  | Wohnhaus                                         | Lützelbach, Zum Eichenwäldchen 5 LageFlur: 1, Flurstück: 113 |              |         |            |

### Neunkirchen
| Bild                    | Bezeichnung                               | Lage                                                    | Beschreibung | Bauzeit | Objekt-Nr. |
| ----------------------- | ----------------------------------------- | ------------------------------------------------------- | ------------ | ------- | ---------- |
| Wohnhaus                | Wohnhaus                                  | Neunkirchen, Ortsstraße 17 LageFlur: 1, Flurstück: 59/1 |              | um 1700 |            |
| weitere Bilder          | Evangelische Kirche St. Cosmas und Damian | Neunkirchen, Ortsstraße 21 LageFlur: 1, Flurstück: 49   |              |         |            |
| Bild gesucht BW         | Friedhof                                  | Neunkirchen, Ortsstraße 35 LageFlur: 1, Flurstück: 36   |              |         |            |
| Evangelisches Pfarrhaus | Evangelisches Pfarrhaus                   | Neunkirchen, Ortsstraße 41 LageFlur: 1, Flurstück: 46/2 |              |         |            |
| Wohnhaus                | Wohnhaus                                  | Neunkirchen, Ortsstraße 53 LageFlur: 1, Flurstück: 38   |              |         |            |
| Nebengebäude            | Nebengebäude                              | Neunkirchen, Ortsstraße 53 LageFlur: 1, Flurstück: 38   |              |         |            |
| Wohnhaus                | Wohnhaus                                  | Neunkirchen, Ortsstraße 59 LageFlur: 1, Flurstück: 28/3 |              |         |            |
| Bild gesucht BW         | Wohnhaus                                  | Neunkirchen, Ortsstraße 65 LageFlur: 1, Flurstück: 30   |              |         |            |

### Neutsch
| Bild            | Bezeichnung | Lage                                                | Beschreibung | Bauzeit | Objekt-Nr. |
| --------------- | ----------- | --------------------------------------------------- | ------------ | ------- | ---------- |
| Bild gesucht BW |             | Neutsch, Gesamtanlage Neutsch Lage                  |              |         |            |
| Wohnhaus        | Wohnhaus    | Neutsch, Hauptstraße 10 LageFlur: 1, Flurstück: 1/2 |              |         |            |
| Wohnhaus        | Wohnhaus    | Neutsch, Hauptstraße 19 LageFlur: 1, Flurstück: 53  |              |         |            |
|                 |             | Neutsch, Hauptstraße 27 LageFlur: 1, Flurstück: 87  |              |         |            |

### Webern
| Bild        | Bezeichnung | Lage                                                        | Beschreibung | Bauzeit | Objekt-Nr. |
| ----------- | ----------- | ----------------------------------------------------------- | ------------ | ------- | ---------- |
| Wohnhaus    | Wohnhaus    | Webern, Johannisbachstraße 16 LageFlur: 4, Flurstück: 59/18 |              |         |            |
| Laufbrunnen | Laufbrunnen | Webern, Johannisbachstraße LageFlur: 4, Flurstück: 58       |              |         |            |